# Східна Померанія

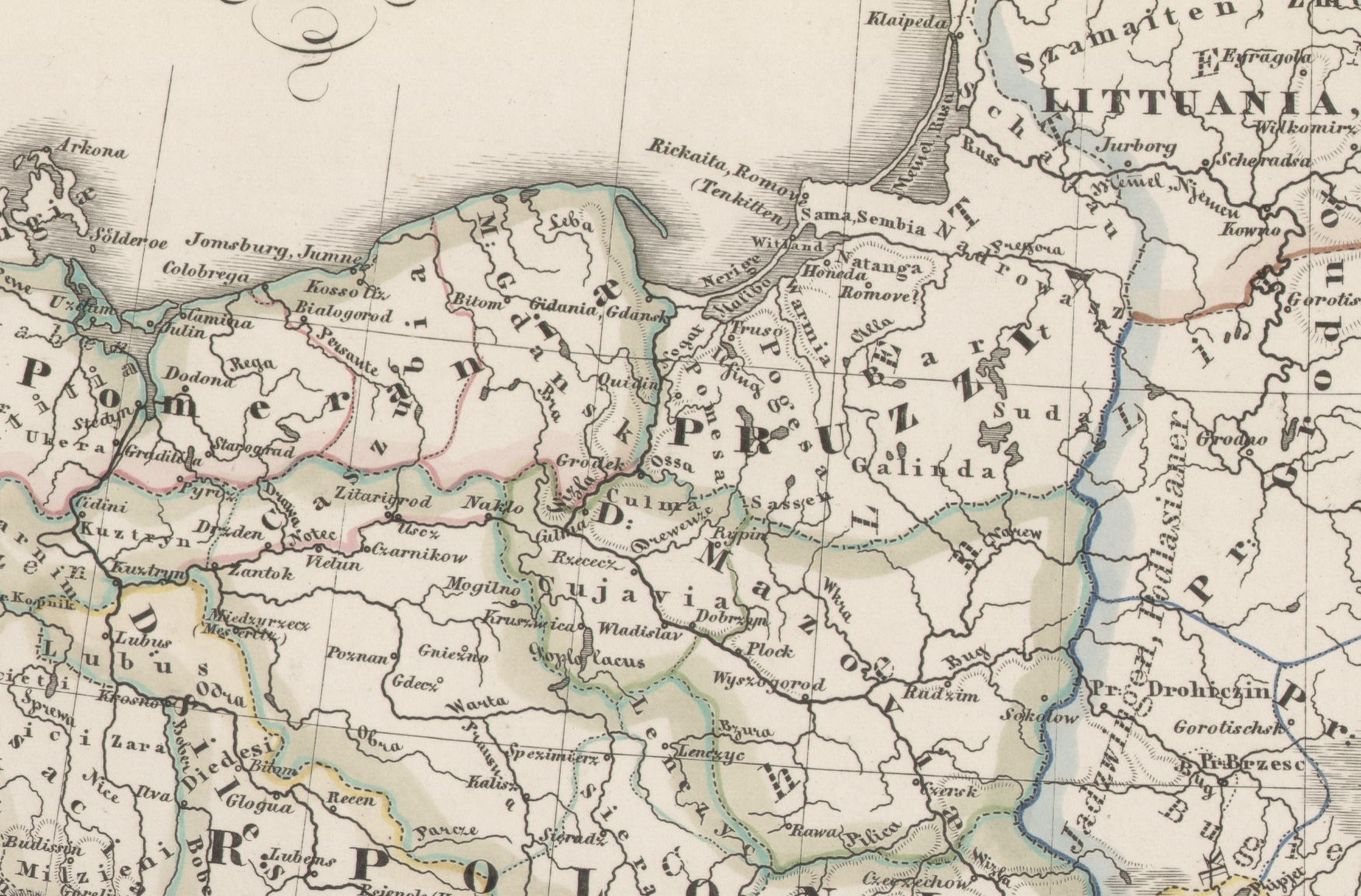
Східна Померанія 1125 р.

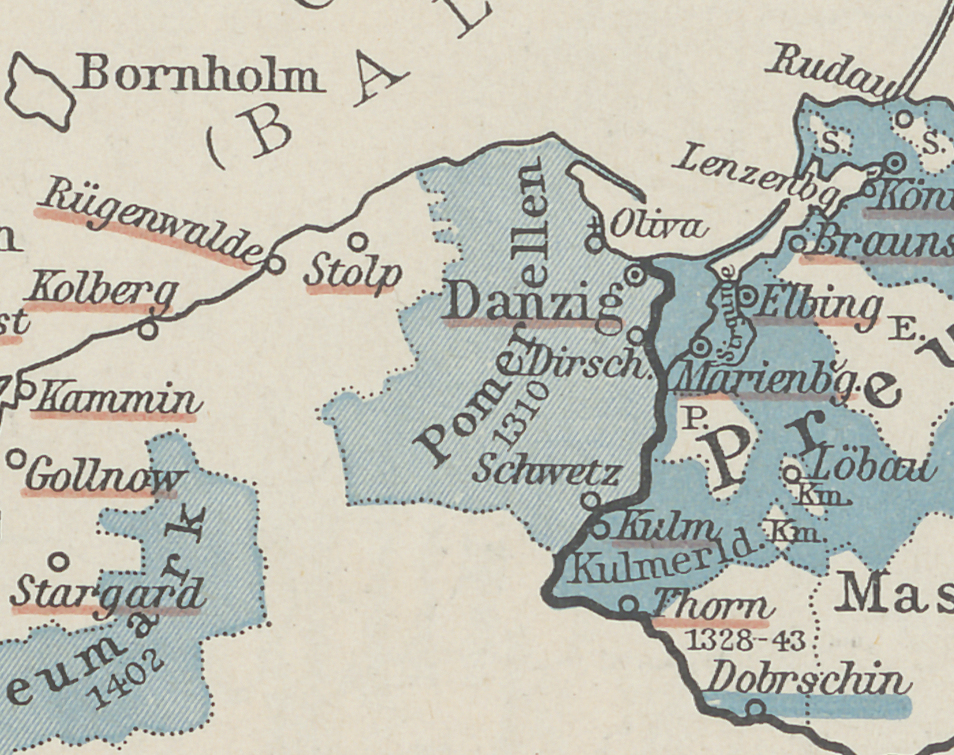
Pommerellen im 14. Jahrhundert als Teil des Deutschordenslandes (deutscher Schulatlas von 1905)

Східна Померанія (каш. Pòrénkòwô Pòmòrskô; пол. Pomorze Wschodnie; нім. Pommerellen [pɔməˈʁɛlən] ( прослухати); лат. Pomerellia або Pomerania; пол. Pomerelia (рідко використовується); Гданське Помор'я, Кашубське Помор'я, Помералія) — історична область на півночі Польщі, на березі Балтійського моря та його Гданської затоки.

## Історія
Східне Помор'я увійшло до складу Польської держави в середині X століття, в період правління князя Мешка I. При ньому в гирлі річки Вісла було засновано місто Гданськ. Після смерті польського князя Болеслава III Кривоустого (1138) Східне Помор'я поступово відокремилося від решти польських князівств, утворивши самостійну державу з власною династією. У 1294 р. князь Великопольский Пржемислав II приєднав Східне Помор'я до своїх володінь і був проголошений королем Польщі.
Після смерті Пржемислава II почалася боротьба за владу над польським узбережжям між королями Польщі та маркграфами Бранденбурга. Для протидії бранденбурзький загрозі король Владислав I Локетек 1308 року звернувся за допомогою до Тевтонського ордену. Лицарі захопили Гданськ і заснували на цій території власну державу. Таким чином з 1308 Східне Помор'я опинилося під владою Тевтонського ордену. Лише в 1466 р., за Торуньським миром, Східне Помор'я було повернуто Польщі і ввійшло до складу так званої Королівської Пруссії, провінції під владою польського короля.
Після першого поділу Речі Посполитої в 1772 р. більша частина Східного Помор'я дісталася Пруссії. Другий поділ Речі Посполитої приніс Прусському королівству Гданськ. У складі Прусської держави Східне Помор'я утворювало провінцію Західна Пруссія.
1919 — ці території були розділені на три частини — німецьку, польську і вільне місто Данциг. Під час Другої світової війни Німеччина захопила всю територію Східного Помор'я, але в 1945 р. цей регіон знову увійшов до складу Польщі (ПНР).

## Географія
Східне Помор'я лежить на Прибалтійській низовині. Основна річка регіону — Вісла, що впадає в Гданську затоку. Вздовж узбережжя тягнеться ланцюг невеликих озер.
Найбільші міста (дані на 2004 рік):
- Гданськ (460 тис. чол.)
- Гдиня (253 тис. чол.)
- Тчев (60 тис. чол.)
- Старогард Гданський (48 тис. чол.)
- Хойніце (40 тис. чол.)
- Сопот (40 тис. чол.)

На території Східного Помор'я збереглися представники стародавнього населення польської частини Прибалтійської низовини — кашуби, що говорять власною кашубською мовою.
В даний час Східне Помор'я входить до складу Поморського воєводства Польщі.